# Acord Sobre la Conservació dels Ossos Polars
LAcord Sobre la Conservació dels Ossos Polars és un tractat multilateral signat el 15 de novembre del 1973 a Oslo pels cinc estats amb les majors poblacions d'ossos polars: el Canadà, Dinamarca (Groenlàndia), Noruega (Svalbard), els Estats Units i la Unió Soviètica. Fou una reacció a l'augment de la caça d'ossos polars durant les dècades del 1960 i el 1970, que posava en dubte la supervivència d'aquesta espècie. Els seus objectius principals són tres: imposar restriccions a la caça d'ossos polars, garantir la conservació del seu hàbitat i coordinar les accions de recerca.